# AAI Corporation
AAI Corporation (Aircraft Armaments Incorporated) is een luchtvaart- en defensiebedrijf gevestigd in Hunt Valley, Maryland. Sinds 2007 is AAI een onderdeel van Textron Systems. Het bedrijf is een van de grootste ontwikkelaars en producenten van onbemande vliegtuigjes. AAI heeft meer dan 2.000 werknemers en een jaarlijkse omzet van $350 miljoen.

## Geschiedenis
AAI is opgericht in Hunt Valley, Maryland in 1950 en is sindsdien uitgebreid met sleutellocaties in Charleston, South Carolina en kantoren in de hele VS. 
Midden jaren 90 richtte AAI een dochterbedrijfje op, genaamd "ETI" (Electric Transit Incorporated) en begon samen met Škoda aan het fabriceren van elektrisch openbaar vervoer. Als laagste bieder wonnen ze een contract voor een trolleybusvloot in Dayton, Ohio en kregen daarna ook een groot contract in San Francisco, Californië. De ontwerpen van fundamentele systemen binnen de vloot bleken compleet fout nog voordat ook maar een handvol bussen in bedrijf waren genomen. Insiders ontdekten al gauw dat de technologie afkomstig van Škoda (gebruikt in de meeste hoofdsystemen) gebaseerd was op methoden en materialen uit de jaren '40. Door deze problemen kwamen de vervoersbedrijven erachter dat dit geen toekomst had. Door deze twee tegenslagen sloot Škoda al haar deuren voor de Amerikaanse markt in 2003. Kort daarna besloot ook AAI af te zien van verdere activiteiten in de OV-branche. 
AAI Corporation heeft nog wel een dochterondernemening in het Verenigd Koninkrijk, ESL Defence Limited, dat zich concentreert op systemen voor electronic warfare.

## Producten
AAI levert een heel scala aan producten en diensten voor het Amerikaanse leger, test en simulatie, onderhoud en logistiek.

### Onbemande vliegtuigjes

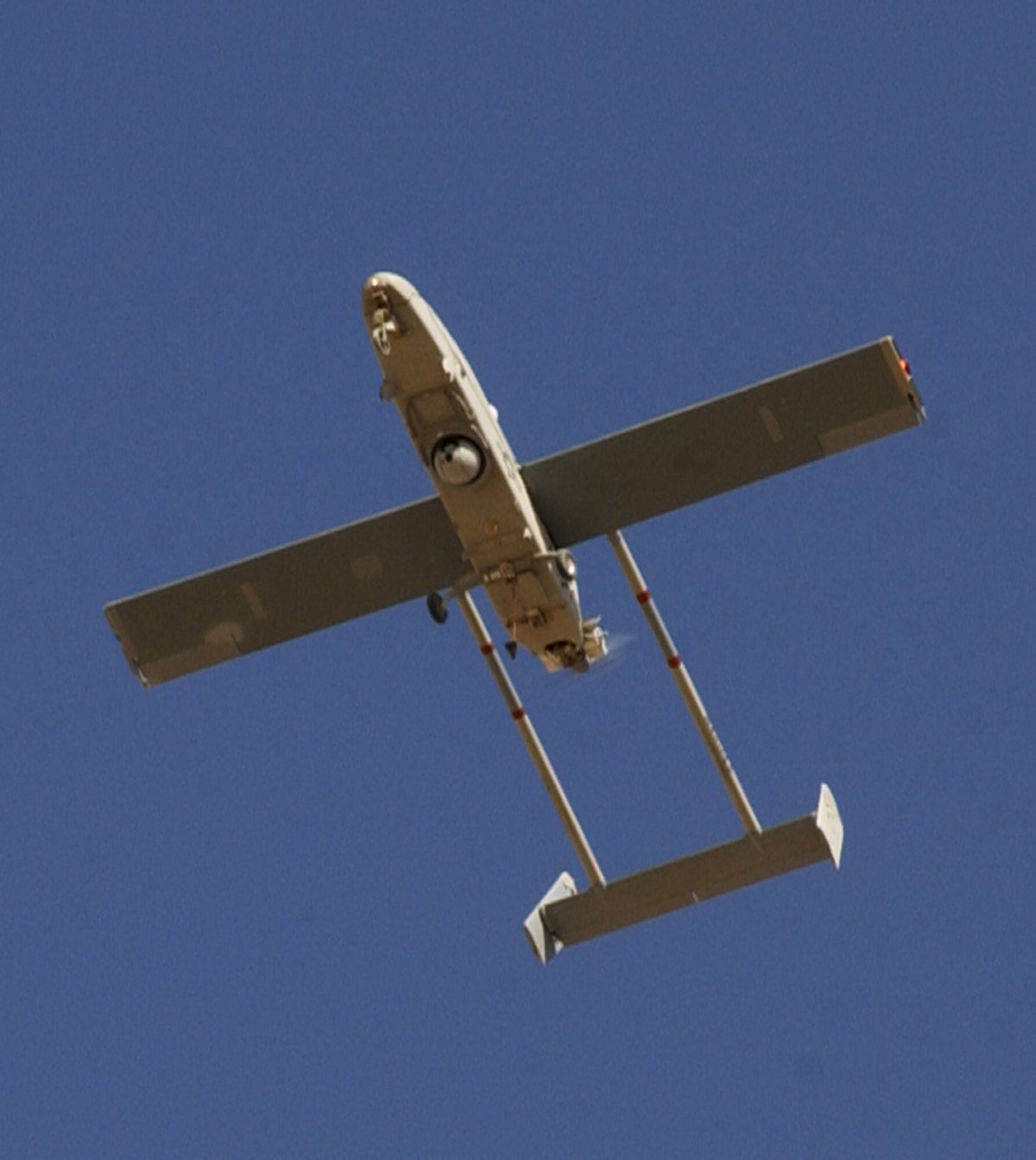
RQ-2 Pioneer

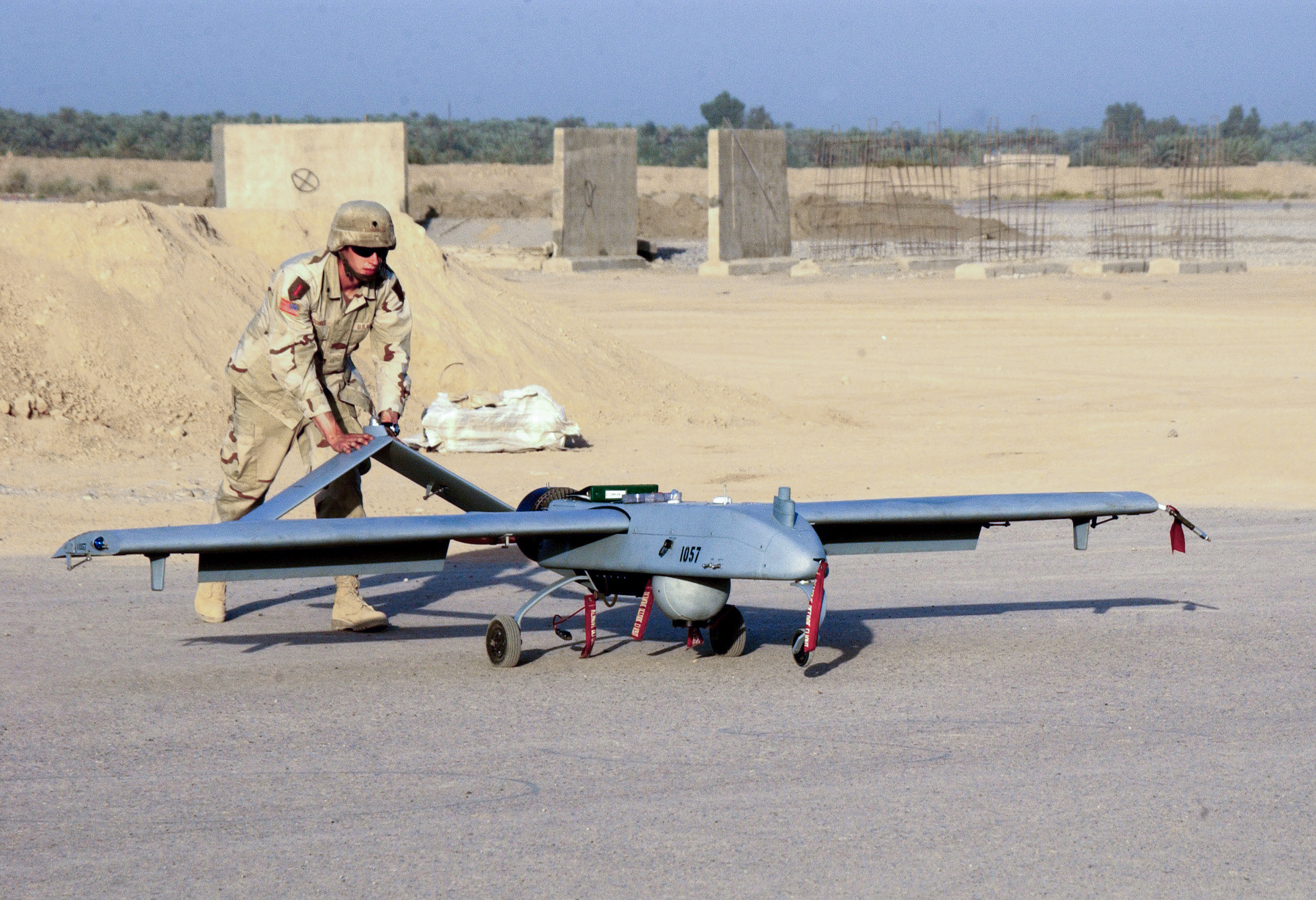
Shadow 200 UAV

Sinds 1985 is AAI een leidende producent van onbemande vliegtuigjes (UAV's):
- RQ-2 Pioneer (eerste succesvolle ontwerp, in samenwerking met Israel Aircraft Industries)
- RQ-7 Shadow wordt nu in drie versies aangeboden:
  - Shadow 200 tactische UAV
  - Shadow 400 UAV voor op schepen
  - Shadow 600 verbeterde tactische UAV
- AAI iSTAR VTOL UAV

Als aanvulling op hun lijn van vliegtuigen, produceert AAI ook een mobiel Tactical Ground Control Station voor UAV operaties. Dit station is normaal gesproken geconfigureerd voor Shadow UAV's, maar kan ook geherconfigureerd worden voor het gebruik met andere types UAV.

### Training en test systemen
- Training systemen:
  - On-Board Trainer (OBT) systemen voor wapen en radar systemen training op schepen
  - Moving Target Simulator (MTS) systemen voor slagveld simulatie training
  - Battle Readiness Electronic Warfare Trainer (BREWT), een desktop electronic warfare dreiging trainer voor piloten
  - Howitzer Crew Trainer (HCT), een component van de Fire Support Combined Arms Trainer (FSCAT) van de United States Army
- Test systemen
  - Advanced Boresight Equipment (ABE) voor het verbeteren van de nauwkeurigheid van wapensystemen, wordt gebruikt door NAVAIR, Boeing en Eurofighter
  - Joint Service Electronic Combat Systems Tester (JSECST) voor het zeker zijn van de effectiviteit van de electronic warfare systemen van het vliegtuig voor aanvang van de missie
  - Electro-optic testers door ESL Defence Limited

### Geavanceerde programma's
- PDCue anti-sniper systeem voor detectie en verkrijgen van een doel
- MHU-204 munitie handel unit voor de United States Air Force voor gebruik in de B-52 Stratofortress, B1-B Lancer en B-2 Spirit
- Cargo monorail system voor de United States Navy voor gebruik op de LHD-klasse amfibische aanvalsschepen
- M646 76 mm pantserdoorborende FSDS-T munitie
- Lightweight Small Arms Technologies programma voor de US Army